# Asset class
Le asset class sono delle classi di investimenti finanziari che possono essere distinte in base a condivise proprietà, e simile comportamento nel mercato. 
Esempi di asset class sono:
- Liquidità e strumenti assimilati (i.e., conto di deposito, certificati di deposito, BOT, conto corrente)
- Obbligazioni: investment grade, alto rendimento (high-yield), spazzatura; governative o societarie (corporate bond); breve, medio, lungo termine; domestiche, estere, mercati emergenti
- Azioni: value o growth; elevata, media o piccola capitalizzazione; domestiche, estere, mercati emergenti
- Immobiliare: residenziale o industriale; elevata, media o piccola metratura;
- Divise estere
- Criptovaluta
- Risorse naturali (petrolio, gas, carbone, ecc.)
- Metalli preziosi
- Beni di lusso (luxury collectables): opere d'arte, vini di pregio, automobili, gioielli, ecc.
- Altro

Le azioni, le obbligazioni e i derivati si i "security"
Un'ulteriore suddivisione della componente azionaria è data dalla seguente:
- Per capitalizzazione:

Large-Cap (titoli di aziende con elevata capitalizzazione)
Mid-Cap (titoli di aziende con media capitalizzazione)
Small-Cap (titoli di aziende con bassa capitalizzazione)
- Per caratteristiche di crescita:

Growth (titoli di aziende con elevati tassi di crescita)
Blend (titoli di aziende con medi tassi di crescita e media redditività)
Value (titoli di aziende con bassi tassi di crescita e alta redditività)
- Real estate investment trust (REIT)